# Zugarramurdi
Zugarramurdi egy község Spanyolországban, Navarra autonóm közösségben. Zugarramurdi Baztan és Urdazubi/Urdax községekkel határos. Lakosainak száma 227 fő (2024).

## Nevezetességek
A község neve összefonódott a különféle boszorkányokkal kapcsolatos legendákkal. Ezeknek történelmi alapja is van, ugyanis a 17. század elején az inkvizitorok több helyi nőt égettek el máglyán boszorkányság gyanújával. A település közelében található a zugarramurdi barlang, amelyet ma is neveznek „boszorkányok barlangjának”, és itt forgatták a Las Brujas de Zugarramurdi („A zugarramurdi boszorkányok”) című film több jelenetét is. A faluban kialakítottak egy úgynevezett boszorkánymúzeumot is.

## Népesség
A település népessége az elmúlt években az alábbi módon változott:
| Lakosok száma | 231  | 229  | 226  | 218  | 243  | 225  | 232  | 219  | 202  | 227  |
|               | 2001 | 2004 | 2007 | 2009 | 2012 | 2014 | 2017 | 2019 | 2022 | 2024 |